# Paso Hospital
Paso Hospital és una població del departament de Rivera, al nord-est de l'Uruguai. El 2004 tenia 293 habitants.
| 1996 | 2004 | 2011 |
| ---- | ---- | ---- |
| --   | 293  | 295  |